# Autódromo Internacional de Tarumã
O Autódromo Internacional de Tarumã (AIT) é um autódromo brasileiro localizado em Viamão, na Grande Porto Alegre. É um dos mais tradicionais circuitos do país. Sua pista tem extensão total de 3.016 metros, com 11 curvas, de altíssima, média e baixa velocidades, e um cotovelo em descida, a chamada "Curva do Tala-Larga", que exige grande perícia e sangue-frio dos pilotos. A principal característica do circuito é a velocidade, sendo o circuito que detém a maior média de velocidade do Brasil. Pontos como a Curva Um, Tala Larga e Curva Nove são um grande desafio para os pilotos.

## História
O ACRGS foi fundado no dia 12 de julho de 1949, e naquela época as provas eram realizadas nas ruas e estradas. A pista foi inaugurada em 8 de novembro de 1970, com uma vitória de Jayme Silva a bordo de um Alfa Fúria.

### Competições

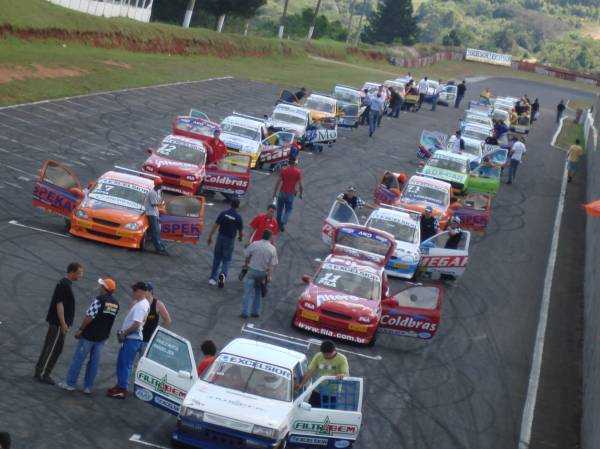
Largada da 7ª etapa da Tc1600 no Autódromo Internacional de Tarumã

O circuito foi o primeiro a ser totalmente asfaltado no estado do Rio Grande do Sul e sediou corridas das principais categorias do  automobilismo brasileiro nas últimas quatro décadas, como os campeonatos brasileiros de Fórmula Truck, Copa Truck, Stock Car, Fórmula Renault, GT Brasil, Nascar Brasil, Pick Up Racing,                         F3 Sudamerica e Brasil, Turismo Nacional BR, entre outros.
Outro evento tradicional do autódromo de Viamão é o Racha Tarumã. Esse evento acontece em sextas à noite, com "pegas" na reta entre motoristas amadores. O evento foi criado em 1997 com o objetivo de tirar das ruas os "temíveis pegas", que colocavam em risco a vida dos motoristas e também da população. Em Tarumã esses motoristas encontram um ambiente preparado para acelerar, sem riscos de acidentes e com total segurança para os participantes e também o público.
Além do Racha Tarumã o autódromo internacional de Tarumã realiza sempre no mês de Dezembro a prova mais tradicional de longa duração chamada de 12 Horas de Tarumã com a largada a meia a noite.

### Acesso ao Autódromo
O autódromo pode ser acessado a partir de cidades próximas como Alvorada e Gravataí, pela Estrada Capitão Gentil Machado de Godoy ou pela rodovia RS-118.

### Voltas Rápidas
| Categoria                                   | Tempo                                   | Piloto                                  | Veiculo                                 | Evento                                          |
| Circuito Total: 3.039 km (1970–present)     | Circuito Total: 3.039 km (1970–present) | Circuito Total: 3.039 km (1970–present) | Circuito Total: 3.039 km (1970–present) | Circuito Total: 3.039 km (1970–present)         |
| ------------------------------------------- | --------------------------------------- | --------------------------------------- | --------------------------------------- | ----------------------------------------------- |
| Endurance Brasil                            | 0:56.610                                | José Ribeiro                            | Metalmoro AJR                           | 2018 Tarumã Endurance Brasil round              |
| Formula 3                                   | 0:56.822                                | Rodrigo González                        | Dallara F309                            | 2012 Tarumã F3 Sudamericana round               |
| GT3                                         | 0:58.660                                | Daniel Serra                            | Ferrari 488 GT3                         | 2018 Tarumã Endurance Brasil round              |
| Formula Renault 2.0                         | 1:00.955                                | Vinicius Quadros                        | Tatuus FR2000                           | 2006 Tarumã Formula Renault 2.0 Brazil round    |
| Stock Car Brasil                            | 1:03.160                                | Daniel Serra                            | Chevrolet Sonic                         | 2013 Tarumã Stock Car Brasil round              |
| Stock Series                                | 1:07.074                                | Zezinho Muggiati                        | Chevrolet Cruze JL-G12                  | 2023 Tarumã Stock Series round                  |
| GT4                                         | 1:07.398                                | Sergio Laganá                           | Aston Martin Vantage GT4                | 2013 Tarumã Campeonato Sudamericano de GT round |
| Formula Renault 1.6                         | 1:08.342                                | Agustín Lima Capitao [es]               | Signatech Formula                       | 2014 Tarumã F4 Sudamericana round               |
| NASCAR Brasil                               | 1:10.780                                | Cayan Chianca                           | Ford Mustang NASCAR Brasil              | 2024 Tarumã NASCAR Brasil round                 |
| Super Touring                               | 1:11.400                                | Javier Balzano                          | Chevrolet Vectra 16v                    | 1997 Tarumã SASTC round                         |
| Turismo Nacional BR                         | 1:17.956                                | Juninho Berlanda                        | Toyota Yaris                            | 2023 Tarumã Turismo Nacional Brasil round       |
| Truck racing                                | 1:18.690                                | André Marques                           | Mercedes Truck                          | 2021 Tarumã Copa Truck round                    |
| Circuito Stock Car: 3.069 km (2014–present) |                                         |                                         |                                         |                                                 |
| Stock Car Brasil                            | 1:08.551                                | Daniel Serra                            | Chevrolet Cruze Stock Car               | 2017 Tarumã Stock Car Brasil round              |

### Cenário Nacional Atualmente
o Cenário é bom com a já confirmada Formula Truck e tem rumores de mais um ano da Copa Truck,Nascar Brasil e a Copa HB20 a Stock Car possivelmente passará mais um ano sem ir ao autódromo que teve a primeira corrida da história da categoria e e as categorias suporte a mesma coisa. A Endurance Brasil sem chance nenhuma de vir para Tarumã por causa do custo no caso de batida e a segurança que tem que melhorar outras categorias nacionais como Marcas Brasil Racing e Gold Turismo e Gold Classic não estão em Tarumã em 2025. O maior evento de Time Attack da America Latina o Meet Brazil Racing já anunciou que em 2025 irá para Potenza no momento categorias nacionais no calendario 2025 são a Formula Truck e a Turismo 1.4 BR. Mas não pense que está ruim no Rio Grande do Sul temos varias categorias Regionais de alto nivel como por exemplo

### Campeonatos Gaúchos
| Campeonato              | Regulamento |
| ----------------------- | --- |
| Gaúcho de Super Turismo | Carros GT3 de 2009-2013 Carros Stock Car antigos, Audi A3 e A4, Protótipos Aldee Coupé, Maserati Trofeo e Trofeo Linea, Mercedes Benz Challenge e Carros de Turismo 2.0,1.8,1.6 e 1.4 e de 8V à 16V. |
| Copa Classic RS         | Carros Classicos de 1970-1999 mas já tivemos carros dos anos 30 e 50. |
| Gaúcho de Endurance     | Carros Protótipos Nacionais V6,V8 e Multivalvulas Turbo e também Aspirados e 8V Carros GT3 de 2009-2013 carros do Trofeo Linea e Audi DTCC e carros de Turismo 2.0,1.8,1.6,1.4.                      |
| Turismo 1.4 RS          | Carros com motores 1.4 todos são iguais e dividida em categorias de graduação de pilotos |

### Extintos
| Campeonato          | Regulamento |
| ------------------- | --- |
| Copa Fusca RS       | Carros do modelo Volkswagen Fusca |
| Formula 1.4         | Carros Formula (Monopostos) com motores 1.4                                                                                               |
| Formula 1.6         | Carros Formula (Monopostos) com motores 1.6                                                                                               |
| Marcas e Pilotos RS | Carros com motores 1.4 todos iguais e dividida em categorias de graduação de pilotos (O antecessor do atual Turismo 1.4)                  |
| Protótipos RS       | Carros Spyder e MRX com configuração mais fraca com motores 8 Valvulas (Esses carros correm no atual Gaúcho de Endurance na categoria P4) |